# Cestidae
Cestidae is een familie van ribkwallen uit de klasse van de Tentaculata.

## Geslachten
- Cestum Lesueur, 1813
- Velamen Krumbach, 1925